# Littoraria vespacea
Littoraria vespacea là một loài ốc biển nhỏ, là động vật thân mềm chân bụng sống ở biển trong họ Littorinidae.